# Bacary Sagna
Bacary Sagna (Sens, 14 febbraio 1983) è un ex calciatore francese di origine senegalese, di ruolo difensore. Con la nazionale francese è stato vicecampione d'Europa nel 2016.

## Biografia
Nato in Francia da genitori senegalesi, aveva un fratello maggiore, Omar, morto improvvisamente all'età di 28 anni il 13 febbraio 2008. È inoltre cugino di Ibrahima Sonko, anch'egli ex calciatore professionista.

## Caratteristiche tecniche
Era un terzino destro dotato di buona resistenza fisica,  inoltre aveva un'ottima capacità di corsa e abilità nei cross; all'occorrenza poteva essere impiegato anche da difensore centrale.

## Carriera

### Club

#### Auxerre
Ha iniziato la carriera nelle giovanili dell'Auxerre. Dal 2004 al 2007 ha giocato in prima squadra ottenendo 87 presenze in campionato.
Con la maglia dei francesi, esordisce anche in una competizione europea, calcando infatti il campo durante la Coppa UEFA 2004-2005 nel girone F insieme ad Az Alkmaar, Grazer AK, Rangers e Amica Wronki.

#### Arsenal
Il 12 luglio 2007 viene acquistato dall'Arsenal. Gli viene assegnata la maglia numero 3, numero che prima del suo arrivo era sulle spalle di Ashley Cole. Fa il suo debutto con la maglia dei Gunners il 19 luglio partendo nell'undici titolare della squadra che ha battuto per 3-0 i turchi del Gençlerbirligi in gara amichevole a Bad Waltersdorf, in Austria; il debutto ufficiale arriva invece il 12 agosto, nella prima di campionato in casa contro il Fulham.

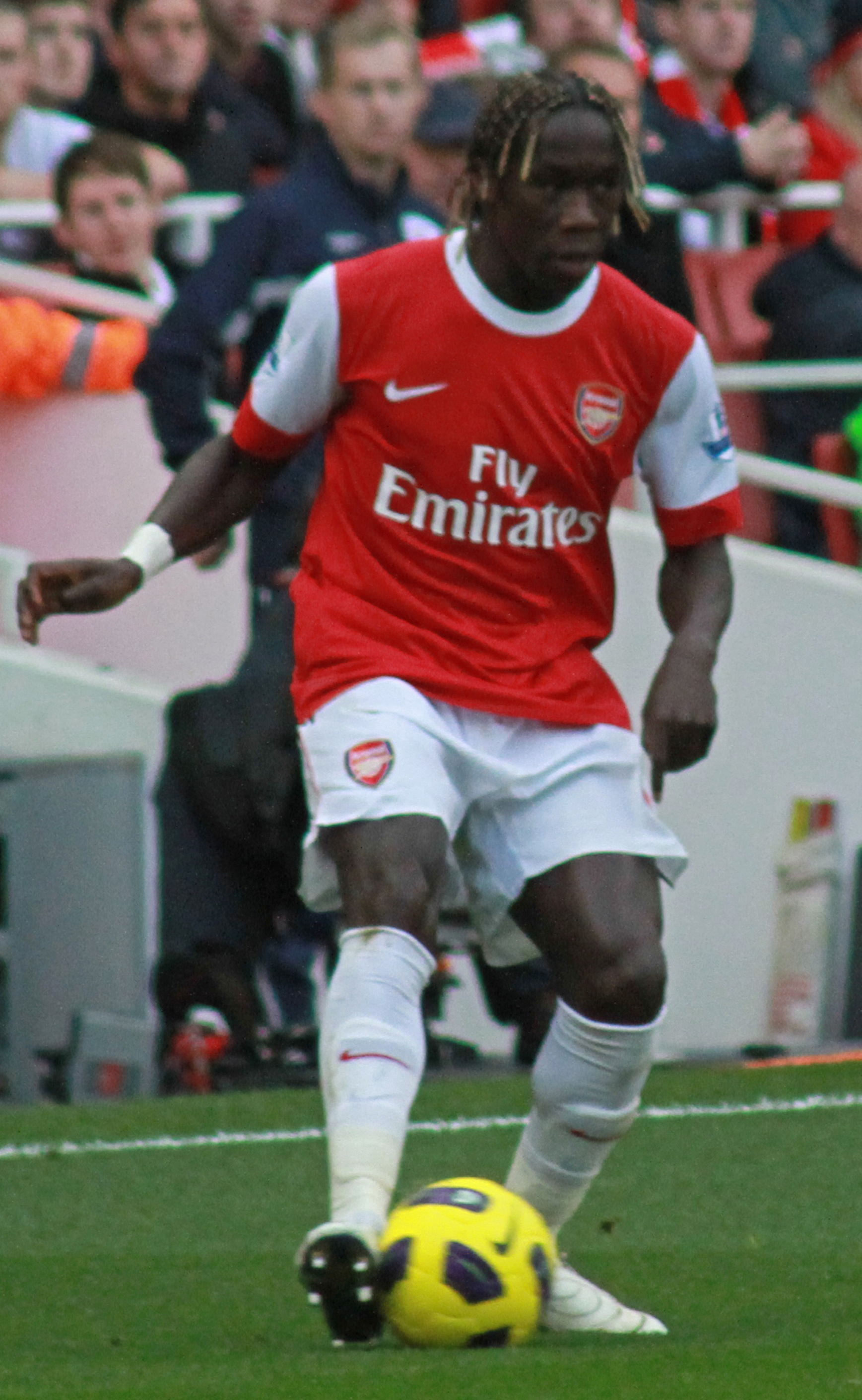
Sagna in azione con la maglia dell'Arsenal nel 2010

Sagna è quindi titolare fisso sulla fascia destra, così da portare a 87 il bottino di presenze in tre stagioni di Premier. Dopo aver fino ad allora giocato continuativamente da terzino destro titolare per tutta la stagione, il 23 marzo 2008, nella gara contro il Chelsea valida per la 31ª giornata di Premier League, realizza di testa il suo primo gol con la maglia dell'Arsenal. Pochi minuti dopo è però costretto ad abbandonare il campo a causa di un infortunio alla caviglia, dovendo poi rimanere lontano dal terreno di gioco fino a fine campionato. Viene comunque inserito, al pari dei compagni Gaël Clichy, Cesc Fàbregas ed Emmanuel Adebayor, nella Squadra dell'anno della PFA.
Nelle stagioni 2008-2009 e 2009-2010 di campionato mette a referto un totale di 70 presenze, 35 a torneo, senza però segnare alcuna rete.
Il 5 maggio 2012 il giocatore, durante la partita pareggiata in casa dall'Arsenal contro il Norwich, ha subìto la frattura del perone, dovendo rinunciare all'Europeo con la propria nazionale. La stagione 2012/2013 a causa dell'infortunio rimediato nella stagione precedente è al di sotto delle aspettative. Torna a giocare il 27 ottobre 2012 nella sfida interna all'Emirates Stadium vinta 1-0 contro il QPR. Conclude la stagione con 31 presenze tra campionato, Champions League e coppe nazionali. Nella stagione 2013/2014 ritorna un pezzo importantissimo della squadra. L'8 febbraio 2014 in occasione della trasferta persa per 5-1 sul campo del Liverpool raggiunge quota 200 presenze in Premier League con la maglia dell'Arsenal. Con i Gunners colleziona globalmente in sette anni, tra tutte le competizioni, ben 283 presenze andando a segno 5 volte.

#### Manchester City
Il 13 giugno 2014 arriva il comunicato ufficiale sul sito del Manchester City che dichiara l'acquisto del giocatore a parametro zero, dopo essersi svincolato dal contratto che lo legava all'Arsenal. Veste la maglia numero 3. In tre anni colleziona globalmente 86 presenze con gli Sky blues in tutte le competizioni, senza mai tuttavia segnare. A fine giugno 2017 non rinnova il suo contratto.

#### Benevento
Rimasto svincolato trova un accordo il 3 febbraio 2018 con il Benevento firmando fino a giugno, con opzione per un'altra stagione. Debutta la settimana seguente nella partita di campionato contro la Roma, subentrando a gara in corso.
Segna il primo gol il 29 aprile, nel match Benevento-Udinese realizzando il definitivo 3-3 (e tornando al gol dopo cinque anni).

#### Montréal Impact
L'8 agosto 2018 firma un contratto con il Montréal Impact valido fino al termine della stagione 2018, con un'opzione di rinnovo per la stagione successiva. Il 18 agosto esordisce, giocando da titolare e per tutti i novanta minuti, contro i Chicago Fire.
Il 1º settembre realizza la prima rete con i canadesi segnando di testa il momentaneo 2-0 contro i N.Y. Red Bulls. Nella stagione seguente viene confermato titolare sulla fascia sinistra e con il suo apporto contribuisce alla vittoria della coppa nazionale in finale contro Toronto FC.

### Nazionale
Dopo aver già disputato alcune gare di qualificazione, nell'estate 2006 viene convocato in nazionale Under-21 per partecipare ai campionati europei di categoria. L'avventura si conclude in semifinale, con la sconfitta per 3-2 subita dalla nazionale olandese, ma Sagna viene comunque inserito nella formazione ideale della manifestazione, redatta grazie al voto dei tifosi.
Il 24 maggio 2007 viene chiamato per la prima volta in nazionale maggiore per le gare di qualificazione al campionato europeo 2008 contro Ucraina e Georgia, ma non viene schierato. Debutta ufficialmente in Nazionale il 22 agosto dello stesso anno, quando subentra a François Clerc nel corso dell'amichevole a Trnava contro la Slovacchia; è poi costretto a saltare la rassegna europea dell'estate 2008 in Austria e Svizzera a causa dei postumi dell'infortunio rimediato in marzo contro il Chelsea.
Dopo il campionato europeo 2008 è titolare in nove delle dieci gare di qualificazione al campionato mondiale 2010 e nei due spareggi contro l'Irlanda. Nel maggio 2010 viene così inserito dal commissario tecnico Raymond Domenech nella rosa dei 23 convocati per la fase finale del campionato mondiale; gli viene assegnata la maglia numero 2. Viene convocato anche per il campionato del mondo 2014 e per gli Europei 2016 in Francia.

## Statistiche

### Presenze e reti nei club
Statistiche aggiornate al 29 giugno 2022.
| Stagione               | Squadra                | Campionato             | Campionato | Campionato | Coppe nazionali | Coppe nazionali | Coppe nazionali | Coppe continentali | Coppe continentali | Coppe continentali | Altre coppe | Altre coppe | Altre coppe | Totale | Totale |
| Stagione               | Squadra                | Comp                   | Pres       | Reti       | Comp            | Pres            | Reti            | Comp               | Pres               | Reti               | Comp        | Pres        | Reti        | Pres   | Reti   |
| ---------------------- | ---------------------- | ---------------------- | ---------- | ---------- | --------------- | --------------- | --------------- | ------------------ | ------------------ | ------------------ | ----------- | ----------- | ----------- | ------ | ------ |
| 2001-2002              | Auxerre 2              | CFA                    | 1          | 0          |                 | -               | -               |                    | -                  | -                  |             | -           | -           | 1      | 0      |
| 2002-2003              | Auxerre 2              | CFA                    | 11         | 1          |                 | -               | -               |                    | -                  | -                  |             | -           | -           | 11     | 1      |
| 2003-2004              | Auxerre 2              | CFA                    | 26         | 0          |                 | -               | -               |                    | -                  | -                  |             | -           | -           | 26     | 0      |
| 2004-2005              | Auxerre 2              | CFA                    | 8          | 0          |                 | -               | -               |                    | -                  | -                  |             | -           | -           | 8      | 0      |
| 2005-2006              | Auxerre 2              | CFA                    | 1          | 0          |                 | -               | -               |                    | -                  | -                  | -           | -           | -           | 1      | 0      |
| Totale Auxerre 2       | Totale Auxerre 2       | Totale Auxerre 2       | 47         | 1          |                 | -               | -               |                    | -                  | -                  |             | -           | -           | 47     | 1      |
| 2004-2005              | Auxerre                | L1                     | 26         | 0          | CF+CdL          | 4+3             | 0               | CU                 | 10                 | 0                  |             | -           | -           | 43     | 0      |
| 2005-2006              | Auxerre                | L1                     | 23         | 0          | CF+CdL          | 0+2             | 0               | CU                 | 1                  | 0                  | SF          | 1           | 0           | 27     | 0      |
| 2006-2007              | Auxerre                | L1                     | 38         | 0          | CF+CdL          | 1+2             | 0               | Int+CU             | 2+8                | 0                  |             | -           | -           | 51     | 0      |
| Totale Auxerre         | Totale Auxerre         | Totale Auxerre         | 87         | 0          |                 | 12              | 0               |                    | 21                 | 0                  |             | 1           | 0           | 121    | 0      |
| 2007-2008              | Arsenal                | PL                     | 29         | 1          | FACup+CdL       | 1+2             | 0               | UCL                | 8                  | 0                  |             | -           | -           | 40     | 1      |
| 2008-2009              | Arsenal                | PL                     | 35         | 0          | FACup+CdL       | 5+0             | 0               | UCL                | 9                  | 0                  |             | -           | -           | 49     | 0      |
| 2009-2010              | Arsenal                | PL                     | 35         | 0          | FACup+CdL       | 1+0             | 0               | UCL                | 8                  | 0                  |             | -           | -           | 44     | 0      |
| 2010-2011              | Arsenal                | PL                     | 33         | 1          | FACup+CdL       | 3+3             | 1+0             | UCL                | 4                  | 0                  |             | -           | -           | 43     | 2      |
| 2011-2012              | Arsenal                | PL                     | 21         | 1          | FACup+CdL       | 2+0             | 0               | UCL                | 6                  | 0                  |             | -           | -           | 29     | 1      |
| 2012-2013              | Arsenal                | PL                     | 25         | 0          | FACup+CdL       | 2+1             | 0               | UCL                | 3                  | 0                  |             | -           | -           | 31     | 0      |
| 2013-2014              | Arsenal                | PL                     | 35         | 1          | FACup+CdL       | 4+0             | 0               | UCL                | 9                  | 0                  |             | -           | -           | 48     | 1      |
| Totale Arsenal         | Totale Arsenal         | Totale Arsenal         | 213        | 4          |                 | 18+6            | 1               |                    | 47                 | 0                  |             | -           | -           | 284    | 5      |
| 2014-2015              | Manchester City        | PL                     | 9          | 0          | FACup+CdL       | 1+2             | 0               | UCL                | 4                  | 0                  | CS          | 0           | 0           | 16     | 0      |
| 2015-2016              | Manchester City        | PL                     | 28         | 0          | FACup+CdL       | 1+5             | 0               | UCL                | 11                 | 0                  |             | -           | -           | 45     | 0      |
| 2016-2017              | Manchester City        | PL                     | 17         | 0          | FACup+CdL       | 3+0             | 0               | UCL                | 5                  | 0                  | -           | -           | -           | 25     | 0      |
| Totale Manchester City | Totale Manchester City | Totale Manchester City | 54         | 0          |                 | 12              | 0               |                    | 20                 | 0                  |             | 0           | 0           | 86     | 0      |
| feb.-giu. 2018         | Benevento              | A                      | 13         | 1          | CI              | 0               | 0               |                    | -                  | -                  |             | -           | -           | 13     | 1      |
| 2018                   | Montréal Impact        | MLS                    | 9          | 1          | CC              | -               | -               |                    | -                  | -                  |             | -           | -           | 9      | 1      |
| 2019                   | Montréal Impact        | MLS                    | 26         | 1          | CC              | 5               | 0               |                    | -                  | -                  |             | -           | -           | 31     | 1      |
| Totale Montréal Impact | Totale Montréal Impact | Totale Montréal Impact | 35         | 2          |                 | 5               | 0               |                    | -                  | -                  |             | -           | -           | 40     | 2      |
| Totale carriera        | Totale carriera        | Totale carriera        | 449        | 8          |                 | 53              | 1               |                    | 88                 | 0                  |             | 1           | 0           | 591    | 9      |

### Cronologia presenze e reti in nazionale
| Cronologia completa delle presenze e delle reti in nazionale ― Francia | Cronologia completa delle presenze e delle reti in nazionale ― Francia | Cronologia completa delle presenze e delle reti in nazionale ― Francia | Cronologia completa delle presenze e delle reti in nazionale ― Francia | Cronologia completa delle presenze e delle reti in nazionale ― Francia | Cronologia completa delle presenze e delle reti in nazionale ― Francia | Cronologia completa delle presenze e delle reti in nazionale ― Francia | Cronologia completa delle presenze e delle reti in nazionale ― Francia |
| Data                                                                   | Città                                                                  | In casa                                                                | Risultato                                                              | Ospiti                                                                 | Competizione                                                           | Reti                                                                   | Note                                                                   |
| ---------------------------------------------------------------------- | ---------------------------------------------------------------------- | ---------------------------------------------------------------------- | ---------------------------------------------------------------------- | ---------------------------------------------------------------------- | ---------------------------------------------------------------------- | ---------------------------------------------------------------------- | ---------------------------------------------------------------------- |
| 22-8-2007                                                              | Trnava                                                                 | Slovacchia                                                             | 0 – 1                                                                  | Francia                                                                | Amichevole                                                             | -                                                                      | 63’                                                                    |
| 13-10-2007                                                             | Tórshavn                                                               | Fær Øer                                                                | 0 – 6                                                                  | Francia                                                                | Qual. Euro 2008                                                        | -                                                                      |                                                                        |
| 20-8-2008                                                              | Göteborg                                                               | Svezia                                                                 | 2 – 3                                                                  | Francia                                                                | Amichevole                                                             | -                                                                      |                                                                        |
| 6-9-2008                                                               | Vienna                                                                 | Austria                                                                | 3 – 1                                                                  | Francia                                                                | Qual. Mondiali 2010                                                    | -                                                                      | 70’                                                                    |
| 10-9-2008                                                              | Saint-Denis                                                            | Francia                                                                | 2 – 1                                                                  | Serbia                                                                 | Qual. Mondiali 2010                                                    | -                                                                      |                                                                        |
| 11-10-2008                                                             | Costanza                                                               | Romania                                                                | 2 – 2                                                                  | Francia                                                                | Qual. Mondiali 2010                                                    | -                                                                      |                                                                        |
| 11-2-2009                                                              | Marsiglia                                                              | Francia                                                                | 0 – 2                                                                  | Argentina                                                              | Amichevole                                                             | -                                                                      |                                                                        |
| 28-3-2009                                                              | Kaunas                                                                 | Lituania                                                               | 0 – 1                                                                  | Francia                                                                | Qual. Mondiali 2010                                                    | -                                                                      |                                                                        |
| 1-4-2009                                                               | Saint-Denis                                                            | Francia                                                                | 1 – 0                                                                  | Lituania                                                               | Qual. Mondiali 2010                                                    | -                                                                      |                                                                        |
| 5-6-2009                                                               | Lione                                                                  | Francia                                                                | 1 – 0                                                                  | Turchia                                                                | Amichevole                                                             | -                                                                      |                                                                        |
| 12-8-2009                                                              | Tórshavn                                                               | Fær Øer                                                                | 0 – 1                                                                  | Francia                                                                | Qual. Mondiali 2010                                                    | -                                                                      |                                                                        |
| 5-9-2009                                                               | Saint-Denis                                                            | Francia                                                                | 1 – 1                                                                  | Romania                                                                | Qual. Mondiali 2010                                                    | -                                                                      | 25’                                                                    |
| 9-9-2009                                                               | Belgrado                                                               | Serbia                                                                 | 1 – 1                                                                  | Francia                                                                | Qual. Mondiali 2010                                                    | -                                                                      |                                                                        |
| 10-10-2009                                                             | Guingamp                                                               | Francia                                                                | 5 – 0                                                                  | Fær Øer                                                                | Qual. Mondiali 2010                                                    | -                                                                      |                                                                        |
| 14-11-2009                                                             | Dublino                                                                | Irlanda                                                                | 0 – 1                                                                  | Francia                                                                | Qual. Mondiali 2010                                                    | -                                                                      |                                                                        |
| 18-11-2009                                                             | Saint-Denis                                                            | Francia                                                                | 1 – 1 dts                                                              | Irlanda                                                                | Qual. Mondiali 2010                                                    | -                                                                      |                                                                        |
| 3-3-2010                                                               | Saint-Denis                                                            | Francia                                                                | 0 – 2                                                                  | Spagna                                                                 | Amichevole                                                             | -                                                                      |                                                                        |
| 26-5-2010                                                              | Lens                                                                   | Francia                                                                | 2 – 1                                                                  | Costa Rica                                                             | Amichevole                                                             | -                                                                      |                                                                        |
| 30-5-2010                                                              | Radès                                                                  | Tunisia                                                                | 1 – 1                                                                  | Francia                                                                | Amichevole                                                             | -                                                                      | 51’                                                                    |
| 4-6-2010                                                               | Saint-Pierre                                                           | Francia                                                                | 0 – 1                                                                  | Cina                                                                   | Amichevole                                                             | -                                                                      |                                                                        |
| 11-6-2010                                                              | Città del Capo                                                         | Uruguay                                                                | 0 – 0                                                                  | Francia                                                                | Mondiali 2010 - 1º turno                                               | -                                                                      |                                                                        |
| 17-6-2010                                                              | Polokwane                                                              | Francia                                                                | 0 – 2                                                                  | Messico                                                                | Mondiali 2010 - 1º turno                                               | -                                                                      |                                                                        |
| 22-6-2010                                                              | Bloemfontein                                                           | Francia                                                                | 1 – 2                                                                  | Sudafrica                                                              | Mondiali 2010 - 1º Turno                                               | -                                                                      |                                                                        |
| 3-9-2010                                                               | Saint-Denis                                                            | Francia                                                                | 0 – 1                                                                  | Bielorussia                                                            | Qual. Euro 2012                                                        | -                                                                      |                                                                        |
| 7-9-2010                                                               | Sarajevo                                                               | Bosnia ed Erzegovina                                                   | 0 – 2                                                                  | Francia                                                                | Qual. Euro 2012                                                        | -                                                                      |                                                                        |
| 17-11-2010                                                             | Londra                                                                 | Inghilterra                                                            | 1 – 2                                                                  | Francia                                                                | Amichevole                                                             | -                                                                      | 87’                                                                    |
| 9-2-2011                                                               | Saint-Denis                                                            | Francia                                                                | 1 – 0                                                                  | Brasile                                                                | Amichevole                                                             | -                                                                      |                                                                        |
| 25-3-2011                                                              | Lussemburgo                                                            | Lussemburgo                                                            | 0 – 2                                                                  | Francia                                                                | Qual. Euro 2012                                                        | -                                                                      |                                                                        |
| 3-6-2011                                                               | Minsk                                                                  | Bielorussia                                                            | 1 – 1                                                                  | Francia                                                                | Qual. Euro 2012                                                        | -                                                                      | 25’                                                                    |
| 9-6-2011                                                               | Varsavia                                                               | Polonia                                                                | 0 – 1                                                                  | Francia                                                                | Amichevole                                                             | -                                                                      |                                                                        |
| 10-8-2011                                                              | Montpellier                                                            | Francia                                                                | 1 – 1                                                                  | Cile                                                                   | Amichevole                                                             | -                                                                      | 81’                                                                    |
| 6-9-2011                                                               | Bucarest                                                               | Romania                                                                | 0 – 0                                                                  | Francia                                                                | Qual. Euro 2012                                                        | -                                                                      |                                                                        |
| 6-2-2013                                                               | Saint-Denis                                                            | Francia                                                                | 1 – 2                                                                  | Germania                                                               | Amichevole                                                             | -                                                                      |                                                                        |
| 5-6-2013                                                               | Montevideo                                                             | Uruguay                                                                | 1 – 0                                                                  | Francia                                                                | Amichevole                                                             | -                                                                      |                                                                        |
| 14-8-2013                                                              | Bruxelles                                                              | Belgio                                                                 | 0 – 0                                                                  | Francia                                                                | Amichevole                                                             | -                                                                      |                                                                        |
| 6-9-2013                                                               | Tbilisi                                                                | Georgia                                                                | 0 – 0                                                                  | Francia                                                                | Qual. Mondiali 2014                                                    | -                                                                      |                                                                        |
| 10-9-2013                                                              | Homel'                                                                 | Bielorussia                                                            | 2 – 4                                                                  | Francia                                                                | Qual. Mondiali 2014                                                    | -                                                                      |                                                                        |
| 19-11-2013                                                             | Saint-Denis                                                            | Francia                                                                | 3 – 0                                                                  | Ucraina                                                                | Qual. Mondiali 2014                                                    | -                                                                      | 78’                                                                    |
| 5-3-2014                                                               | Saint-Denis                                                            | Francia                                                                | 2 – 0                                                                  | Paesi Bassi                                                            | Amichevole                                                             | -                                                                      | 87’                                                                    |
| 1-6-2014                                                               | Nizza                                                                  | Francia                                                                | 1 – 1                                                                  | Paraguay                                                               | Amichevole                                                             | -                                                                      | 66’                                                                    |
| 8-6-2014                                                               | Lilla                                                                  | Francia                                                                | 8 – 0                                                                  | Giamaica                                                               | Amichevole                                                             | -                                                                      | 46’                                                                    |
| 25-6-2014                                                              | Rio de Janeiro                                                         | Ecuador                                                                | 0 – 0                                                                  | Francia                                                                | Mondiali 2014 - 1º turno                                               | -                                                                      |                                                                        |
| 7-9-2014                                                               | Belgrado                                                               | Serbia                                                                 | 1 – 1                                                                  | Francia                                                                | Amichevole                                                             | -                                                                      |                                                                        |
| 11-10-2014                                                             | Saint-Denis                                                            | Francia                                                                | 2 – 1                                                                  | Portogallo                                                             | Amichevole                                                             | -                                                                      |                                                                        |
| 18-11-2014                                                             | Marsiglia                                                              | Francia                                                                | 1 – 0                                                                  | Svezia                                                                 | Amichevole                                                             | -                                                                      |                                                                        |
| 26-3-2015                                                              | Saint-Denis                                                            | Francia                                                                | 1 – 3                                                                  | Brasile                                                                | Amichevole                                                             | -                                                                      |                                                                        |
| 29-3-2015                                                              | Saint-Étienne                                                          | Francia                                                                | 2 – 0                                                                  | Danimarca                                                              | Amichevole                                                             | -                                                                      | 89’                                                                    |
| 7-6-2015                                                               | Saint-Denis                                                            | Francia                                                                | 3 – 4                                                                  | Belgio                                                                 | Amichevole                                                             | -                                                                      |                                                                        |
| 13-6-2015                                                              | Elbasan                                                                | Albania                                                                | 1 – 0                                                                  | Francia                                                                | Amichevole                                                             | -                                                                      | 72’                                                                    |
| 4-9-2015                                                               | Lisbona                                                                | Portogallo                                                             | 0 – 1                                                                  | Francia                                                                | Amichevole                                                             | -                                                                      |                                                                        |
| 7-9-2015                                                               | Bordeaux                                                               | Francia                                                                | 2 – 1                                                                  | Serbia                                                                 | Amichevole                                                             | -                                                                      | 46’                                                                    |
| 8-10-2015                                                              | Nizza                                                                  | Francia                                                                | 4 – 0                                                                  | Armenia                                                                | Amichevole                                                             | -                                                                      |                                                                        |
| 13-11-2015                                                             | Saint-Denis                                                            | Francia                                                                | 2 – 0                                                                  | Germania                                                               | Amichevole                                                             | -                                                                      |                                                                        |
| 17-11-2015                                                             | Londra                                                                 | Inghilterra                                                            | 2 – 0                                                                  | Francia                                                                | Amichevole                                                             | -                                                                      |                                                                        |
| 29-3-2016                                                              | Saint-Denis                                                            | Francia                                                                | 4 – 2                                                                  | Russia                                                                 | Amichevole                                                             | -                                                                      |                                                                        |
| 30-5-2016                                                              | Nantes                                                                 | Francia                                                                | 3 – 2                                                                  | Camerun                                                                | Amichevole                                                             | -                                                                      |                                                                        |
| 4-6-2016                                                               | Longeville-lès-Metz                                                    | Francia                                                                | 3 – 0                                                                  | Scozia                                                                 | Amichevole                                                             | -                                                                      |                                                                        |
| 10-6-2016                                                              | Saint-Denis                                                            | Francia                                                                | 2 – 1                                                                  | Romania                                                                | Euro 2016 - 1º turno                                                   | -                                                                      |                                                                        |
| 15-6-2016                                                              | Marsiglia                                                              | Francia                                                                | 2 – 0                                                                  | Albania                                                                | Euro 2016 - 1º turno                                                   | -                                                                      |                                                                        |
| 19-6-2016                                                              | Lilla                                                                  | Svizzera                                                               | 0 – 0                                                                  | Francia                                                                | Euro 2016 - 1º turno                                                   | -                                                                      |                                                                        |
| 26-6-2016                                                              | Lione                                                                  | Francia                                                                | 2 – 1                                                                  | Irlanda                                                                | Euro 2016 - Ottavi di finale                                           | -                                                                      |                                                                        |
| 3-7-2016                                                               | Saint-Denis                                                            | Francia                                                                | 5 – 2                                                                  | Islanda                                                                | Euro 2016 - Quarti di finale                                           | -                                                                      |                                                                        |
| 7-7-2016                                                               | Marsiglia                                                              | Germania                                                               | 0 – 2                                                                  | Francia                                                                | Euro 2016 - Semifinale                                                 | -                                                                      |                                                                        |
| 10-7-2016                                                              | Saint-Denis                                                            | Portogallo                                                             | 1 – 0 dts                                                              | Francia                                                                | Euro 2016 - Finale                                                     | -                                                                      |                                                                        |
| 7-10-2016                                                              | Parigi                                                                 | Francia                                                                | 4 – 1                                                                  | Bulgaria                                                               | Qual. Mondiali 2018                                                    | -                                                                      | 27’                                                                    |
| Totale                                                                 |                                                                        | Presenze                                                               | 65                                                                     |                                                                        | Reti                                                                   | 0                                                                      |                                                                        |

## Palmarès

### Club

#### Competizioni nazionali
- Coppa di Francia: 1

Auxerre: 2004-2005
- Coppa d'Inghilterra: 1

Arsenal: 2013-2014
- Coppa di Lega inglese: 1

Manchester City: 2015-2016
- Canadian Championship: 1

Montreal Impact: 2019

### Individuale
- Squadra dell'anno della UNFP: 1

2006-2007
- Squadra dell'anno della PFA: 1

2007-2008